# Globe Aroma
Globe Aroma is een open kunstenhuis in Brussel dat gevluchte kunstenaars zelfredzaam helpt worden in België. Deze artistieke werk- en ontmoetingsplek stimuleert interactie tussen nieuwkomers en de Brusselse kunst- en cultuursector. Globe Aroma is lid van Demos vzw, het Brussels Kunstenoverleg en Overleg Kunstenorganisaties (oKo).

## Geschiedenis
In 2002 werd Globe Aroma opgericht door Overmolen vzw, het Festival van Vlaanderen en Brusselse welzijnsorganisaties. Initiatiefnemers priester Johnny De Mot en Herwig Teugels haalden inspiratie uit Zuid-Afrika bij een café waar kunstenaars samenkwamen om elkaar te ontmoeten rond hun artistiek werk en culinaire tradities, vandaar de naam Globe Aroma. In 2005 werd Els Rochette artistiek directeur. 
In 2012 werd op de Vrije Universiteit Brussel een tentoonstelling georganiseerd met muziek en beeldende kunst van mensen in armoede en vluchtelingen. In 2013 maakten Jan Geers en Jamal Boukhriss met het Kaaitheater en lokaal dienstencentrum De Harmonie een fictiefilm over de Noordwijk (Brussel).
Op 9 februari 2018 werden na een gewelddadige inval van de federale politie zeven nieuwkomers/kunstenaars gearresteerd. In december 2018 won Globe Aroma de Prijs voor Mensenrechten omdat het zich openstelt voor iedereen die moeilijker toegang krijgt tot cultuur.
In februari 2019 kreeg het kunstenhuis 80.000 euro infrastructuursubsidies voor een opknapbeurt van de werkplaats. In mei werd directrice Rochette verkozen in het Brussels Hoofdstedelijk Parlement en gaf op 1 juli de fakkel door aan An Vandermeulen.
In 2025 kreeg Vandermeulen samen met 15 andere leiders van geëngageerde kunstorganisaties een beurs van de Alliance for Socially Engaged Arts voor meer sociale impact in Brussel en de bredere Europese kunstensector.